# Mistrovství Evropy v zápasu řecko-římském 2001 – seznam účastníků
Seznam účastníků na mistrovství Evropy v zápasu řecko-římském za rok 2001.

## Domácí
| země | země | muší      | bantamová | pérová    | lehká   | velterová | střední      | těžká   | supertěžká | počet |
| ---- | ---- | --------- | --------- | --------- | ------- | --------- | ------------ | ------- | ---------- | ----- |
| TUR  | TUR  | E. Yıldız | Ş. Tüfenk | Ş. Eroğlu | S. Çebi | N. Avluca | H. Yerlikaya | M. Özal | F. Bakır   | 8     |

## Postsovětské republiky
| země | muší         | bantamová     | pérová         | lehká            | velterová         | střední         | těžká        | supertěžká    | počet |
| ---- | ------------ | ------------- | -------------- | ---------------- | ----------------- | --------------- | ------------ | ------------- | ----- |
| BLR  | B. Radkevič  | J. Chrabrov   | E. Aplevič     | A. Lisica        | A. Šiško          | V. Cileňť       | A. Batura    | S. Lištvan    | 8     |
| GEO  | A. Kunčulija | I. Čočua      | A. Čačua       | A. Dochturišvili | G. Džinčvelašvili | M. Vachtangadze | R. Nozadze   | M. Giorgadze  | 8     |
| RUS  | A. Ševcov    | S. Lomačinský | I. Čučunov     | M. Ivančenko     | A. Mišin          | A. Menšikov     | A. Bezručkin | A. Kolesnikov | 8     |
| UKR  | S. Sobokar   | R. Chakimov   | A. Vardanjan   | S. Solodký       | R. Adži           | O. Darahan      | A. Popov     | M. Švydký     | 8     |
| ARM  | A. Arakeljan | V. Džuharjan  | K. Mnacakanjan | M. Karapetjan    | V. Karapetjan     | A. Gegamjan     | —            | —             | 6     |
| EST  | —            | —             | O. Suislep     | —                | T. Naarits        | T. Proovel      | R. Karelson  | H. Hallik     | 5     |
| AZE  | N. Ajvazov   | T. Israfilov  | E. Mammadov    | —                | —                 | —               | —            | —             | 3     |
| LTU  | R. Vartanov  | —             | —              | —                | —                 | —               | M. Ežerskis  | G. Bukauskas  | 3     |
| MDA  | V. Ceban     | I. Gaimer     | —              | —                | —                 | —               | —            | —             | 2     |

## Státy bývalého východního bloku
| země | muší         | bantamová  | pérová      | lehká         | velterová   | střední     | těžká       | supertěžká     | počet |
| ---- | ------------ | ---------- | ----------- | ------------- | ----------- | ----------- | ----------- | -------------- | ----- |
| BUL  | S. Ivanov    | K. Velinov | N. Gergov   | V. Marinov    | B. Georgiev | D. Stojanov | A. Mollov   | S. Murejko     | 8     |
| POL  | D. Jabłoński | L. Kwit    | W. Zawadzki | J. Szeibinger | M. Jaworski | M. Letki    | M. Sitnik   | J. Jaracz      | 8     |
| HUN  | T. Oláh      | L. Bóna    | B. Nagy     | C. Hirbik     | S. Bárdosi  | T. Berzicza | —           | M. Deák-Bárdos | 7     |
| ROU  | F. Gavrila   | M. Sandu   | A. Ozsda    | M. Constantin | —           | —           | P. Sudureac | F. Ungureanu   | 6     |
| CZE  | —            | P. Švehla  | M. Bláha    | O. Jaroš      | —           | —           | M. Švec     | D. Vála        | 5     |
| SVK  | —            | —          | M. Kolář    | —             | —           | A. Bátky    | R. Meduna   | —              | 3     |
| YUG  | —            | N. Futó    | —           | —             | —           | B. Mijatov  | S. Dukai    | —              | 3     |
| SLO  | —            | S. Miholič | —           | R. Bačić      | —           | —           | —           | —              | 2     |
| CRO  | —            | —          | —           | T. Kovač      | R. Ribarić  | —           | —           | —              | 2     |
| BOS  | —            | —          | —           | —             | —           | —           | —           | A. Crnčević    | 1     |

## Západní Evropa a ostatní
| země | země | muší         | bantamová       | pérová          | lehká          | velterová         | střední        | těžká          | supertěžká    | počet |
| ---- | ---- | ------------ | --------------- | --------------- | -------------- | ----------------- | -------------- | -------------- | ------------- | ----- |
| FIN  | FIN  | P. Isokoski  | P. Huhtala      | J. Vakkila      | J. Lappalainen | M. Yli-Hannuksela | T. Rajamäki    | J. Kortesmäki  | J. Ahokas     | 8     |
| GER  | GER  | M. Greifelt  | M. Böh          | J. Kohl         | M. Schwindt    | A. Juretzko       | K. Dittrich    | M. Englich     | D. Zimmermann | 8     |
| GRE  | GRE  | A. Kjuregjan | S. Theodosiadis | C. Gikas        | K. Papadopulos | S. Ciantulas      | F. Anajnostu   | J. Savas       | F. Kuciubas   | 8     |
| SWE  | SWE  | P. Lundh     | P. Stjernberg   | U. Holm         | J. Samuelsson  | A. Abrahamjan     | L. Persson     | J. Lidberg     | E. Bengtsson  | 8     |
| FRA  | FRA  | H. Oubrick   | D. Ainaoui      | S. Hidalgo      | C. Guénot      | Y. Riemer         | D. Millien     | C. Theval      | —             | 7     |
| ISR  | ISR  | —            | I. Alexandrov   | M. Bejlin       | —              | J. Menašerov      | G. Cicijašvili | H. Papijašvili | J. Jevsejčik  | 6     |
| NOR  | NOR  | S.-A. Berge  | —               | —               | T. Amundsen    | N. Johnson        | M. Johansen    | —              | —             | 4     |
| ESP  | ESP  | V. Lillo     | J. Martínez     | —               | —              | A. Recuero        | —              | —              | —             | 3     |
| ITA  | ITA  | —            | —               | R. Magni        | —              | —                 | C. Scarci      | —              | G. Giunta     | 3     |
| NED  | NED  | —            | A. Rayhaniasl   | —               | —              | F. de Vos         | R. Bauman      | —              | —             | 3     |
| DEN  | DEN  | A. Nyblom    | —               | M. Helt         | —              | —                 | —              | —              | —             | 2     |
| POR  | POR  | —            | —               | P. Gonçalves    | —              | —                 | —              | —              | —             | 1     |
| AUT  | AUT  | —            | —               | P. Philippitsch | —              | —                 | —              | —              | —             | 1     |